# روبرتو پینتو
روبرتو پینتو (انگلیسی: Roberto Pinto؛ زادهٔ ۲۲ اوت ۱۹۷۸) بازیکن فوتبال اهل پرتغال است که در پست هافبک بازی می‌کند.
از باشگاه‌هایی که در آن بازی کرده‌است می‌توان به باشگاه فوتبال گراس‌هاپر زوریخ، باشگاه فوتبال اس‌وی زاندهاوزن، باشگاه فوتبال آرمینیا بیله‌فلد، باشگاه فوتبال هرتابرلین، و باشگاه فوتبال اشتوتگارت اشاره کرد.